# Joop de Boe
J.A. (Joop) de Boe (Kattendijke, 1941) is een Nederlands politicus van het CDA.
Na de mulo in Goes studeerde hij aan de Kweekschool voor onderwijzers in Middelburg en hij werd daarna onderwijzer in Kats. Rond 1968 verhuisde hij naar Poortvliet waar hij benoemd werd tot hoofd van de openbare lagere school. Na zijn rechtenstudie aan de Erasmus Universiteit Rotterdam was De Boe eerst docent aan een meao in Roosendaal en daarna doceerde hij staats- en bestuursrecht aan de afdeling heao van de Hogeschool te Vlissingen. Daarnaast was hij ook politiek actief. Zo stond hij in de jaren 70 op de kandidatenlijst van de CHU voor de Provinciale Statenverkiezingen en in 1981 werd hij lid van de Provinciale Staten van Zeeland. Vanaf 1987 fungeerde hij daar als CDA-fractieleider en eind 1989 werd hij daar gedeputeerde als opvolger van Ron Barbé die burgemeester van Terneuzen was geworden. In maart 1991 nam hij ontslag na een conflict waar onder andere speelde dat hij vrij laag op kandidatenlijst voor de volgende verkiezingen was gezet. Na de verkiezingen kwam hij terug als Statenlid maar het conflict was nog niet over. Een CDA-commissie onder voorzitterschap van Kees van Dijk kwam tot de conclusie: "Het Zeeuwse Statenlid mr. J. A. de Boe is star en onverzoenlijk .." waarna vanuit het CDA druk op hem werd uitgeoefend om zijn zetel in de Provinciale Staten op te geven wat De Boe weigerde.
Hij was weer docent voor hij in 1998 benoemd werd tot burgemeester van de Zuid-Hollandse gemeente Ouderkerk. In 2000 kwam het daar tot een bestuurlijke crisis waarbij volgens de media onder andere speelde dat De Boe vanwege gezondheidsproblemen van zijn vrouw nog steeds in Poortvliet woonde in plaats van in de 'eigen' gemeente, te star over kwam en te weinig contact had met de bevolking. En dat terwijl Ouderkerk een artikel 12 gemeente was met financiële problemen die onder meer te maken hadden met de nasleep van de gifaffaire in Gouderak. In overleg werd in mei 2000 besloten dat De Boe meteen zou opstappen en dat twee wethouders dat enige tijd later ook zouden doen. De Boe wist een wachtgeldregeling te bedingen waarbij hij tot 2004 ongeveer 140.000 gulden bruto per jaar zou krijgen wat in de jaren daarna zou worden afgebouwd tot 80 procent in 2006.